# کریستیانا بورگی
کریستیانا بورگی (ایتالیایی: Christiana Borghi؛ زادهٔ ۱ دسامبر ۱۹۵۸) بازیگر اهل ایتالیا است.
از فیلم‌هایی که وی در آن‌ها نقش داشته است، می‌توان به زن سیسیلی و برهنه، عشق نازی کمپ ۳۷، دختردایی‌های من و شیرین‌بیان اشاره نمود.